# Chactopsoides
Genre
Chactopsoides est un genre de scorpions de la famille des Chactidae.

## Distribution
Les espèces de ce genre se rencontrent au Venezuela, au Brésil et en Colombie.

## Liste des espèces
Selon The Scorpion Files (24/05/2020) :
- Chactopsoides anduzei (González-Sponga, 1982)
- Chactopsoides gonzalezspongai Ochoa, Rojas-Runjaic, Pinto-da-Rocha & Prendini, 2013
- Chactopsoides marahuacaensis (González-Sponga, 2004)
- Chactopsoides yanomami (Lourenço, Ponce de Leão Giupponi & Pedroso, 2011)

## Publication originale
- Ochoa, Rojas-Runjaic, Pinto-da-Rocha & Prendini, 2013 : Systematic revision of the neotropical scorpion genus Chactopsis Kraepelin, 1912 (Chactoidea: Chactidae), with descriptions of two new genera and four new species. Bulletin of the American Museum of Natural History, no 378, p. 1-121 (texte intégral).